# Promesosternus himalayicus
Promesosternus himalayicus är en insektsart som beskrevs av Yin, X.-c. 1982. Promesosternus himalayicus ingår i släktet Promesosternus och familjen gräshoppor. Inga underarter finns listade i Catalogue of Life.